# Acacia storyi
Acacia storyi é uma espécie de leguminosa do gênero Acacia, pertencente à família Fabaceae.